# Dana Guth

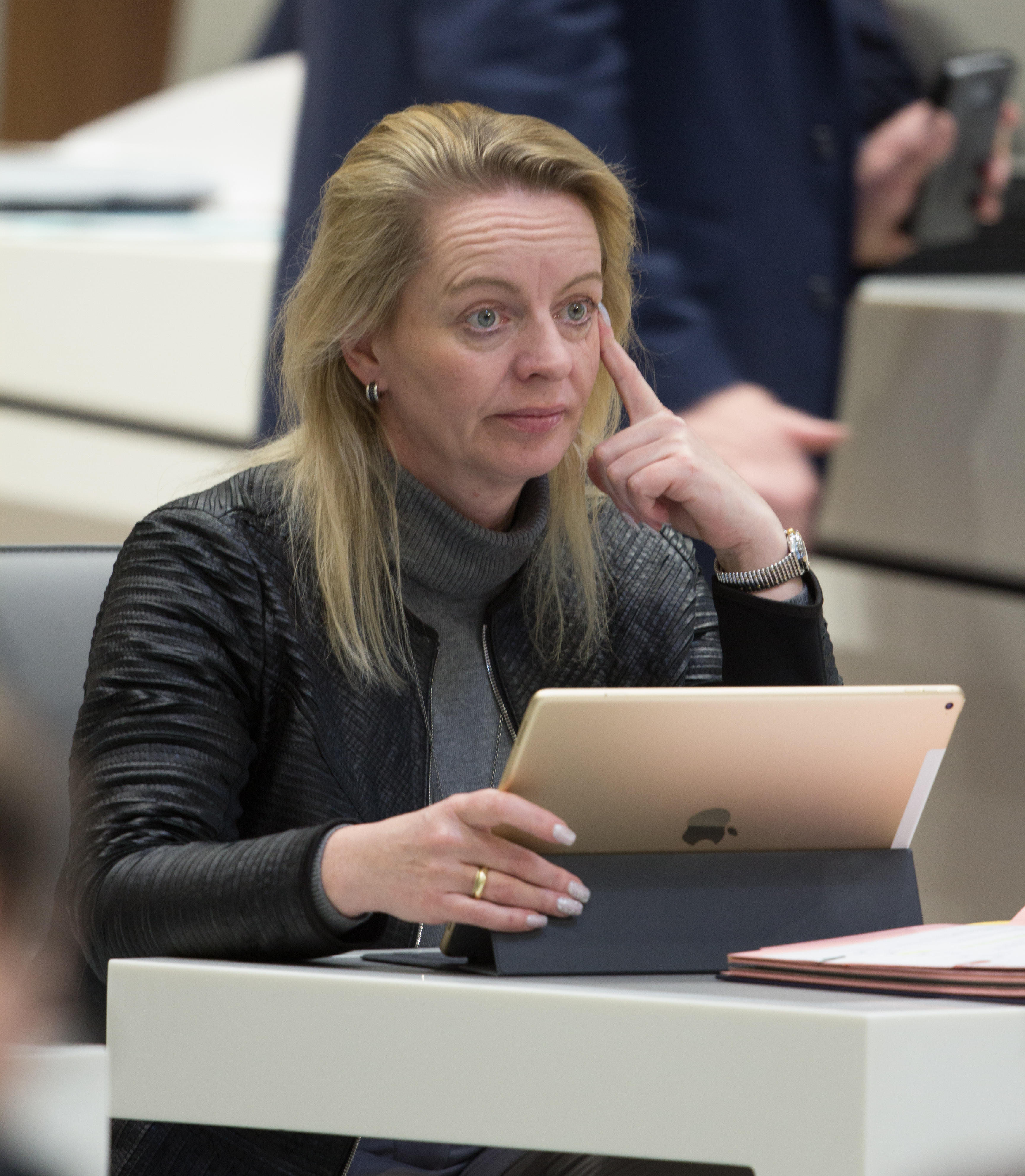
Dana Guth, 2018

Dana Guth (* 26. Juli 1970 in Mehrow, Kreis Bernau) ist eine ehemalige deutsche Politikerin (parteilos, zuvor LKR und AfD). Sie war von 2017 bis 2022 Mitglied des Niedersächsischen Landtags und dort bis September 2020 AfD-Fraktionsvorsitzende. Von 2018 bis 2020 war Guth Landesvorsitzende der AfD Niedersachsen. Im Dezember 2020 trat sie aus der AfD aus und war 2021 Mitglied in der Partei Liberal-Konservative Reformer.

## Leben
Nach dem Abitur begann Guth ein Studium der Rechtswissenschaft an der Universität Göttingen, das sie nach zwei Jahren abbrach. Sie absolvierte eine kaufmännische Berufsausbildung und legte die Ausbildereignungsprüfung ab. Danach übte sie eine Tätigkeit als Bürokauffrau aus. Seit 1996 ist sie als selbstständige Immobilien- und Versicherungsmaklerin tätig.
Guth ist geschieden, wohnt in Herzberg am Harz und hat zwei erwachsene Kinder.

## Politische Laufbahn
Guth trat 2015 in die Alternative für Deutschland ein und wurde im Juni 2016 zur Kreisvorsitzenden Göttingen-Osterode gewählt. Im März 2017 kandidierte sie erfolglos gegen Armin-Paul Hampel, als dessen innerparteiliche Kritikerin sie galt, um den Vorsitz der AfD Niedersachsen. Im August 2017 konnte Guth eine Kampfabstimmung um die AfD-Spitzenkandidatur für die niedersächsische Landtagswahl gegen Maik Schmitz für sich entscheiden, was als Niederlage Hampels im innerparteilichen Machtkampf gewertet wurde. Nach ihrem Einzug in den Landtag wählte ihre Fraktion sie zur Fraktionsvorsitzenden.
Dana Guths Ausschluss aus der AfD-Fraktion des Göttinger Kreistages Ende September 2017 erklärte das Verwaltungsgericht Göttingen am 9. Oktober 2017 für unwirksam, da die Fraktion die dafür in der Geschäftsordnung vorgesehenen Fristbestimmungen nicht eingehalten habe. Am 8. November 2017 schloss die Fraktion Guth erneut aus.
Nachdem sie sich nach langen innerparteilichen Streitigkeiten gegen ihren Konkurrenten Hampel durchgesetzt hatte, wurde sie im April 2018 Landesvorsitzende der niedersächsischen AfD.
Auf dem Parteitag der AfD 2019 in Braunschweig kandidierte Guth erfolglos für die Position des zweiten Bundessprechers. In ihrer Bewerbungsrede bezeichnete sie das Verhängen des Schildes des Tagungsorts VW-Halle als „Provinzposse“.
Am 12. September 2020 unterlag sie beim AfD-Landesparteitag Jens Kestner in der Stichwahl um den erneuten Landesvorsitz. Am 22. September 2020 trat sie mit Jens Ahrends und Stefan Wirtz aus der AfD-Fraktion aus, deren Vorsitzende sie bis dahin gewesen war. Dadurch verlor die AfD ihren Fraktionsstatus.
Am 3. Dezember 2020 trat Guth auch aus der Partei aus. Als Gründe für diesen Schritt nannte sie den Politikstil innerhalb der AfD mit dem „zunehmend schärfer[en]“ Ton und die Dominanz des rechtsextremen „Flügels“.
Von Januar bis Dezember 2021 war Guth Mitglied der Liberal-Konservativen Reformer. Zeitweise gehörte sie dem niedersächsischen Landesvorstand an.
Nach der Landtagswahl in Niedersachsen 2022 schied Guth aus dem Landtag aus.

## Politische Positionen

### Bildungspolitik
Nach Guth bekämen lernschwache Kinder die beste Förderung nur im System der Förderschule, da ein Lehrer in einer normalen Klasse, die mit 25 bis 30 Schülern belegt sei, dies nicht leisten könne. Dana Guth tritt für die Abschaffung des Englischunterrichts in der Grundschule ein, da es Realität sei, dass nicht alle Grundschüler richtig Deutsch sprechen.

### Wirtschaftspolitik
In der Auseinandersetzung um den Spitzenplatz auf der Landesliste der AfD anlässlich der Landtagswahl in Niedersachsen 2017 betonte Dana Guth den Vorrang der Landwirtschaft in ihrem politischen Fokus, denn „wir brauchen [dort] weniger EU und weniger Bürokratie“.
Für Guth hingen die meisten Arbeitsplätze in Niedersachsen vom Volkswagen-Werk ab, daher müsse es dringend gefördert werden und erhalten bleiben. Zum Abgasskandal des Volkswagenwerks äußerte sie, dass man keinesfalls „irgendwelche Antriebstechniken“ verdammen dürfe.

### Struktur- und Energiepolitik
Der Nahverkehr in strukturschwachen Gebieten Niedersachsens müsse verbessert werden.
Von Windparks und Biogasanlagen hält sie nichts. Der Atomausstieg habe zur Folge, dass der Strom viel teurer geworden sei und „Menschen [würden] von der Energieversorgung abgeklemmt, weil sie es nicht bezahlen können“. Sie setze weiter auf Kernenergie, Kohle und Gas.

### Zuwanderer
Dana Guth hätte nichts gegen die Anstellung zusätzlicher Polizisten in Niedersachsen, allerdings müsse man auch auf die „Ursachen“ schauen, denn die Kriminalität würde sich in „Richtung Flüchtlinge, Migranten und Ähnliches verschieben“. Diese Täter müssten abgeschoben werden.